# O Marido Virgem
O Marido Virgem é um filme brasileiro do gênero pornochanchada, dirigido por Saul Lachtermarcher e lançado em 1974. Protagonizado por Perry Salles e Sandra Barsotti, o filme teve 1.167.772 espectadores e foi o oitavo mais assistido no ano de seu lançamento.

## Sinopse
Joel (Perry Salles) e Márcia (Sandra Barsotti) são namorados. Joel, um "Don Juan", tenta transar com Márcia antes do casamento, mas ela recusa por querer casar virgem. Quando se casam, na lua de mel, Joel fica impotente. Márcia descreve o ocorrido para sua tia (Celia Biar), que lhe faz uma visita junto de suas amigas íntimas. Uma amiga convida Joel para à sua casa, o seduz e eles. Joel, então, tenta novamente fazer sexo com sua esposa, mas falha mais uma vez.
Márcia procura ajuda de uma psicanalista. Na análise, Joel transa com a profissional, que o considera curado. No entanto, de volta à sua casa, mais uma vez não tem sucesso com Márcia. A psicanalista visita o apartamento do casal para conhecer esposa e os rituais do casal antes do sexo. Ela simula o papel do marido tenta se aproveitar de Márcia, que recusa. A analista sugere que peçam ajuda a Daniele (Mery Vieira), uma especialista francesa na solução da disfunção erétil. Daniele ficou hospedada no apartamento do casal e, quando Márcia diz que vai sair de casa, já teria excitado Joel, para que a esposa volte e continue o ato, mas sem sucesso.
A tia, a psicanalista e as amigas de Márcia sugerem que ela se faça passar por outra pessoa. Então, disfarçando a voz, liga para o marido e combinam de se encontrar em um motel na Barra da Tijuca, sob a condição de que a luz do quarto permaneça desligada. Finalmente, Joel e Márcia têm sucesso. Quando ele liga o abajur, descobre a identidade de sua esposa. Felizes, retomam os atos eróticos, mas Joel falha novamente. Enfim, descobre que o problema é o medalhão de cristal vermelho que sua esposa trazia no pescoço. Livrando-se do objeto, soluciona o problema.

## Elenco
- Perry Salles - Joel
- Sandra Barsotti - Márcia
- Regina Célia - Iara
- Elza de Castro - Psicanalista
- Meiry Vieira - Daniele
- Célia Biar - Tia Dadá (participação especial)